# Sandsborg
Sandsborg is een station aan lijn T18 van de groene route van de Stockholmse metro op 4,4 kilometer ten zuiden van Slussen.

## Station
De naam dankt het station aan het in erfpacht uitgegeven stuk landbouwgrond van Enskede gård en de herberg die er in 1782 werd geopend. Deze lag tegen de metrodijk langs de huidige Gamla Dalarövägen ongeveer 100 meter ten noorden van de Sockenvägen en is in 1957 gesloopt. Het station verving op 1 oktober 1950 de halte Kyrkogårdsvägen, die 100 meter westelijker lag, van de Enskedebanan. De toegang ligt aan de zuidkant van het perron bij de hoek van de Stora Gungans väg / Gamla Dalarövägen aan de westkant en aan de ooskant aan een pleintje bij de noordelijke ingang van de begraafplaats "Sandsborg kyrkogård". In de zomer van 2004 is het station gerenoveerd. Ten zuiden van het station rijdt de metro tot Skogskyrkogården langs de westrand van de begraafplaats.

## Popmuziek
De hit "Do you believe in me" van Eric Gadd ontstond bij het metrostation Sandsborg. Het lied kwam in mijn hoofd op toen ik op metrostation Sandsborg zat en bevroor, twee haltes van Gullmarsplan. In plaats van te wachten op de metro rende ik naar huis en schreef de hele tekst, zowel de coupletten als het refrein, uit. Ik hoorde het, inclusief de rare funkpartijen, in mijn hoofd. Zoals gewoonlijk krijg ik dit soort ingevingen in de gekste situaties, aldus Eric Gadd.
Alvik · 
Kristineberg · 
Thorildsplan  · 
Fridhemsplan · 
S:t Eriksplan · 
Odenplan  · 
Rådmansgatan  · 
Hötorget · 
T-Centralen ·  
Gamla Stan · 
Slussen · 
Medborgarplatsen ·  
Skanstull · 
Gullmarsplan ·  
Skärmarbrink ·  
Blåsut·  
Sandsborg·  
Skogskyrkogården ·  
Tallkrogen·
Gubbängen·  
Hökarängen·
Farsta·
Farsta strand